# Pelomyiella hungarica
Pelomyiella hungarica är en tvåvingeart som först beskrevs av Leander Czerny 1928.  Pelomyiella hungarica ingår i släktet Pelomyiella och familjen Canacidae. Inga underarter finns listade i Catalogue of Life.